# Roberta Piza
Roberta Piza (Campinas, 8 de agosto de 1981) é uma jornalista brasileira.

## Carreira
Iniciou naa carreira como repórter na EPTV, afiliada da Rede Globo no interior paulista. Transferiu-se para São Paulo em dezembro de 2006 e foi contratada pela RecordTV para comandar o bloco de esportes do Fala Brasil.
Em 2009 foi promovida à âncora do telejornal, onde ficou até fevereiro de 2021, quando Mariana Godoy e Sérgio Aguiar assumiram a função após uma reformulação. Durante esse tempo dividiu a bancada com Carla Cecato e Salcy Lima. Apresentou, de 2007 até 2012, o programa Aldeia News, na Record News. Além disso, apresentou boletim  Minuto Olímpico em 2016

## Filmografia
| Ano     | Título         | Função        | Notas             |
| ------- | -------------- | ------------- | ----------------- |
| 2002–06 | Jornal da EPTV | Repórter      |                   |
| 2006–09 | Fala Brasil    | Colunista     | Bloco de esportes |
| 2009–21 | Fala Brasil    | Apresentadora |                   |
| 2021–23 | Fala Brasil    | Apresentadora | Edição de sábado  |
| 2007–12 | Aldeia News    | Apresentadora |                   |